# Дейтон, Марк
Марк Брандт Дейтон (англ. Mark Brandt Dayton; род. 26 января 1947, Миннеаполис, Миннесота) — американский политик, представляющий Демократическую партию Миннесоты. Губернатор штата Миннесота (2011—2019).

## Биография

### Ранние годы и образование
Марк Дейтон родился в Миннеаполисе, штат Миннесота, в семье Гвендолен Мей (урожденной Брандт) и Брюса Блисса Дейтона. Он является правнуком бизнесмена Джорджа Дейтона. Дейтон вырос в Лонг-Лейке, штат Миннесота. Он учился в начальной школе Лонг-Лейка (сейчас она закрыта) и частной школе Блейк в Хопкинсе, которую окончил в 1965 году.
В 1969 году Дейтон окончил с отличием Йельский университет, где был вратарём в университетской хоккейной команде. Он также присоединился к братству Delta Kappa Epsilon, членом которого в то время был Джордж Буш. В 1969—1971 годах Дейтон работал учителем в Нью-Йорке, а затем до 1975 года финансовым директором агентства социальных услуг в Бостоне.

### Политическая карьера
В 1975 году Дейтон стал помощником сенатора Уолтера Мондейла, а в 1977 году — помощником губернатора Миннесоты Руди Перпича.
В 1982 году Дейтон баллотировался в Сенат США, однако проиграл действующему сенатору-республиканцу Дэвиду Даренбергеру.
В 1990 году он был избран аудитором штата Миннесота и работал на этой должности с 1991 по 1995 год. В 1998 году Дейтон выдвигался на пост губернатора от Демократической партии Миннесоты, но потерпел поражение от своего однопартийца Скипа Хамфри. Он был избран в Сенат США в 2000 году, победив действующего сенатора-республиканца Рода Грэмса .
В сенате Дейтон в целом голосовал вместе со своими однопартийцами, однако он выступал против снижения налогов и вторжения в Ирак. В июне 2006 года Дейтон проголосовал против конституционного запрета на однополые браки. Он был членом четырёх сенатских комитетов: Комитета по сельскому хозяйству, продовольствию и лесному хозяйству; Комитета по вооружённым силам; Комитета по национальной безопасности и государственным делам; Комитета по правилам и административным органам. 9 февраля 2005 года он объявил, что не будет баллотироваться на переизбрание.
22 сентября 2005 года, в 44-ю годовщину подписания президентом Джоном Кеннеди закона о корпусе мира, Дейтон стал первым американским сенатором, внёсшим законопроект о создании Министерства мира.
16 января 2009 года Дейтон выдвинул свою кандидатуру на пост губернатора штата Миннесота. 24 мая 2010 года он представил сенатора штата Ивонну Преттнер Солон в качестве претендента на пост вице-губернатора. На всеобщих выборах 2 ноября 2010 года Дейтон победил республиканца Тома Эммера, опередив его на 9000 голосов, что, согласно закону штата, автоматически привело к пересчёту голосов. 8 декабря 2010 года Эммер признал победу Дейтона. Независимый кандидат Том Хорнер получил 11,9 % голосов. 4 ноября 2014 года он повторно выиграл выборы в связке с Тиной Смит, набрав 50,07 % голосов против 44, 51 % голосов у республиканцев Джеффа Джонсона и Билла Кисла. На выборах в 2018 году он решил не баллотироваться.

### Личная жизнь
Первая жена Дейтона, Алида Рокфеллер Мессинджер, на которой он был женат с 1978 по 1986 год, является сестрой американского сенатора Джея Рокфеллера. Дейтон и его вторая жена, Дженис Хаарстик, развелись в 1999 году.
Дейтон имеет двух сыновей от первого брака. Он алкоголик и лечился от лёгкой депрессии. Дейтон рассказал об этом по собственной инициативе, заявив, что «люди имеют право знать».
- В апреле 2006 года журнал Time включил Дейтона в число «пяти худших сенаторов»[17].
- В 2016 году Марк Дейтон официально провозгласил 24 августа 2016 Днем независимости Украины в своём штате[18].